# Битка код Алме
Битка код Алме или Битка код Аљме одиграла се 20. септембра 1854. године на речици Аљми (Крим) између Руске империје са једне и Уједињеног Краљевства Велике Британије и Ирске, Другог француског царства и Османског царства са друге стране. Битка је део Кримског рата, а завршена је победом савезника.

## Припреме за битку
Савезничка војска бројала је 23 000 Француза, 27 000 Британаца и 7000 Турака. Војска се искрцала уочи битке несметано код Јевпаторије и оставивши тамо 2000 људи, кренули су дуж обала ка Севастопољу уз пратњу флоте. Да би заштитио Севастопољ, руски генерал Александар Сергејевич Меншиков се са 34 000 људи поставио на леву обалу Аљме без одређене одбрамбене линије, не наслонивши лево крило на обалу мора, сматрајући да је доњи ток Аљме непрелазан због стрме и стеновите леве обале.

## Битка
Француски генерал Сент Арно предлагао је обухват руског подручја (Французи левог, а Енглези десног крила), али је британски командант Реглан то одбио, сматрајући да нема довољно коњице за заштиту свог левог крила. Француска дивизија генерала Боскеа успела је ипак да савлада тешко земљиште на ушћу Аљме и да угрози руски леви бок одбивши, уз подршку флоте, све руске противнападе. На осталом делу фронта дошло је до фронталних судара. Британци су се борили у застарелој линији, Руси у колонама, а Французи у стрељачким стројевима, користећи се земљиштем вештије од свих. Битку је одлучио број и савезничка олучена пушка, знатно боља од руске. Руси су се повукли у реду. Савезници их нису гонили.

## Губици
Руси су изгубили 5700 војника, Британци 3000, а Французи 1300.